# Евтим Кушев
Евтим Кушев (Кушов) е български революционер, войвода на Вътрешната македонска революционна организация.

## Биография
Евтим Кушев е роден в малешевското село Русиново, тогава в Османската империя. Присъединява се към ВМРО и в началото на 20-те години на XX век действа като войвода в Струмишко и Малешевско. През юли 1924 година е делегат от Малешевската околия на Струмишкия окръжен конгрес. Още от 1923 година Евтим Кушев преследва ренегата Илия Пандурски, но не съумява да го елиминира. За това през 1925 година е инсценирано убийството на Евтим Кушев от четника Христо Вангелов, който преминава в четата на Пандурски и по-късно същата година го убива.
След убийството на Александър Протогеров през 1928 година застава на страната на протогеровистите.